# Odnajdę, odnajdę
Odnajdę, odnajdę – singel Lory Szafran zapowiadający album studyjny Nad ranem. Ukazał się 16 września 2013 r., wydany przez Sony Music Entertainment Poland. Prapremiera radiowa odbyła się 13 września na antenie Jedynki w Polskim Radio.

## Notowania
| Lista                      | Pozycja |
| -------------------------- | ------- |
| Lista Przebojów Radia Łódź | 18      |
| Lista Przebojów Trójki     | 49      |